# Nacionalisme andalús

Bandera nacionalista andalusa.

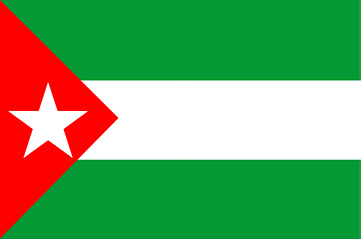
Bandera nacionalista, utilitzada per les Juventudes Andalucistas.

El nacionalisme andalús és un moviment polític i social que defensa el reconeixement d'Andalusia com a nació dins d'Europa. Els principals partits polítics que representen el nacionalisme andalús són el Partido Andalucista (PA), el Partido Socialista de Andalucía (PSA) i altres partits més minoritaris i independentistes com Nación Andaluza (NA), Asamblea Nacional de Andalucía (ANA). També nomenar el Sindicato de Obreros del Campo (SOC), el Sindicat Andalús de Treballadors (SAT) i el Bloque Andaluz de Izquierdas (BAI), així com a altres grups com l'organització juvenil Jaleo!!!, organització independentista i socialista minoritària.

## Història del nacionalisme andalús
La història del nacionalisme andalús comença en el segle xix. Durant el regnat d'Isabel II ja havia sorgit a Andalusia un fort moviment anarquista, idea que va venir conjunta a un sentiment regional profund que va acabar per evolucionar i donar lloc al nacionalisme andalús. Fou després de la Revolució Gloriosa, el 1873, quan el moviment andalusista va començar a prendre força en les províncies occidentals de la nació. Durant la I República es van proclamar independents nombrosos cantons d'Andalusia i es va redactar a Antequera un projecte de Constitució el 1883 que proclamava un estat independent d'Andalusia com una República cantonal, però que mai va ser reconegut. A aquesta Constitució la hi coneix com la Constitució Federal d'Antequera de 1883.
Fou el 1918 quan tornaria a alçar-se en l'Assemblea de Ronda, on ja apareix Blas Infante, nomenat pel parlament Andalús en el preàmbul de l'Estatut d'Autonomia mitjançant decret (D.S.P.A. n 24, de 14 d'abril de 1983) Pare de la "Pàtria Andalusa". És en aquesta assemblea on es crearen la bandera d'Andalusia i el seu escut. En la II República Espanyola el nacionalisme andalús, de la mà de Blas Infante, aconsegueix redactar un estatut d'autonomia per a Andalusia, però no arribaria a aprovar-se a causa de l'esclat de la Guerra Civil després de la revolta militar de 1936. Durant la guerra i el franquisme, molts andalusistes van ser afusellats (com Blas Infante) o es van exiliar. No seria fins al 1973 quan ressorgiria el nacionalisme andalús de mà de Alejandro Rojas Marcos, fundador del Partit Socialista d'Andalusia, que més tard passarà a denominar-se Partit Andalucista.
El 4 de desembre de 1977 més d'un milió i mig de persones surten als carrers per tota Andalusia demanant l'autonomia, convocats per tots els partits polítics excepte la Unió de Centre Democràtic. Després del referèndum del 28 de febrer de 1980, s'aprova l'estatut d'autonomia. Actualment el nacionalisme andalús actual té com a senyal més característic la bandera nacionalista andalusa, que és la bandera d'Andalusia amb una estrella de cinc puntes vermella en el centre, encara que hi ha altres banderes nacionalistes, però aquesta és la més coneguda i usada pels nacionalistes andalusos.